# Lukojl Arena
La Lukojl Arena (in russo Лукойл Арена?), nota anche come Stadio Spartak (in russo Стадион Спартак?) e in precedenza come Otkrytie Bank Arena (in russo Открытие Банк Арена?), è un impianto sportivo polivalente situato a Mosca, nel quartiere Pokrovskoe-Strešnevo, inaugurato il 5 settembre 2014.
Lo stadio, che sorge nei pressi dell'Aeroporto di Mosca-Tušino, ospita le partite dello Spartak Mosca e ha ospitato le partite moscovite della FIFA Confederations Cup 2017 ed alcuni incontri del Coppa del mondo 2018.

## Storia
La posa della prima pietra ebbe luogo il 2 luglio 2007, ma l'inizio dei lavori di costruzione dello stadio fu ritardato ripetutamente per motivi diversi. Secondo i programmi iniziali la costruzione avrebbe dovuto terminare tra il 2009 e il 2010, ma nel 2009 la fase di progettazione era ancora in atto. Nel 2010 il progetto originario fu sottoposto a delle modifiche perché un consiglio di architetti reputò il design troppo convenzionale e decise di rivederlo. Fu AECOM, in collaborazione con Sport Concepts e Dexter Moren Associates a elaborare il progetto definitivo, che beneficiò degli ingenti finanziamenti di Leonid Fedun, proprietario di LUKoil e dello Spartak Mosca.
Il 19 febbraio 2013 fu reso noto il nome dello stadio, Otkrytiye Arena, valido per i successivi sei anni in seguito alla stipula di un contratto di sponsorizzazione con Otkrytiye Bank. 
Il 21 agosto 2014 fu inaugurato presso la tribuna nord un monumento ai fratelli Starostin, fondatori dell'FK Spartak Moskva. Fuori dallo stadio fu invece posta una scultura del gladiatore romano Spartaco.
Il 5 settembre 2014 lo stadio fu inaugurato ufficialmente con il match tra Spartak Mosca e Stella Rossa, terminato 1-1. Il primo gol nel nuovo impianto fu opera di Dmitrij Kombarov su calcio di punizione.  
Ospitò le partite moscovite della FIFA Confederations Cup 2017 e alcuni incontri del Coppa del mondo 2018.
Nel 2022 viene annunciata l'acquisizione dello stadio e dello Spartak Mosca da parte di LUKoil. A partire dal 1º gennaio 2024, l'impianto cambia denominazione in Lukojl Arena.

## FIFA Confederations Cup 2017
| Data           | Ora (CET) | Squadra #1 | Ris.        | Squadra #2 | Fase del torneo | Spettatori |
| -------------- | --------- | ---------- | ----------- | ---------- | --------------- | ---------- |
| 18 giugno 2017 | 21:00     | Camerun    | 0 - 2       | Cile       | Girone B        | 33 492     |
| 21 giugno 2017 | 18:00     | Russia     | 0 - 1       | Portogallo | Girone A        | 42 759     |
| 25 giugno 2017 | 18:00     | Cile       | 1 - 1       | Australia  | Girone B        | 33 639     |
| 2 luglio 2017  | 15:00     | Portogallo | 2 - 1 (dts) | Messico    | Finale 3º posto | 42 659     |

## Coppa del Mondo FIFA 2018
| Data           | Ora   | Squadra #1 | Ris.            | Squadra #2  | Fase del torneo  | Spettatori |
| -------------- | ----- | ---------- | --------------- | ----------- | ---------------- | ---------- |
| 16 giugno 2018 | 16:00 | Argentina  | 1 - 1           | Islanda     | Girone D         | 44 190     |
| 19 giugno 2018 | 18:00 | Polonia    | 1 - 2           | Senegal     | Girone H         | 44 190     |
| 23 giugno 2018 | 15:00 | Belgio     | 5 - 2           | Tunisia     | Girone G         | 44 190     |
| 27 giugno 2018 | 21:00 | Serbia     | 0 - 2           | Brasile     | Girone E         | 44 190     |
| 3 luglio 2018  | 21:00 | Colombia   | 1 - 1 (3-4 dcr) | Inghilterra | Ottavi di finale | 44 190     |

## Galleria d'immagini

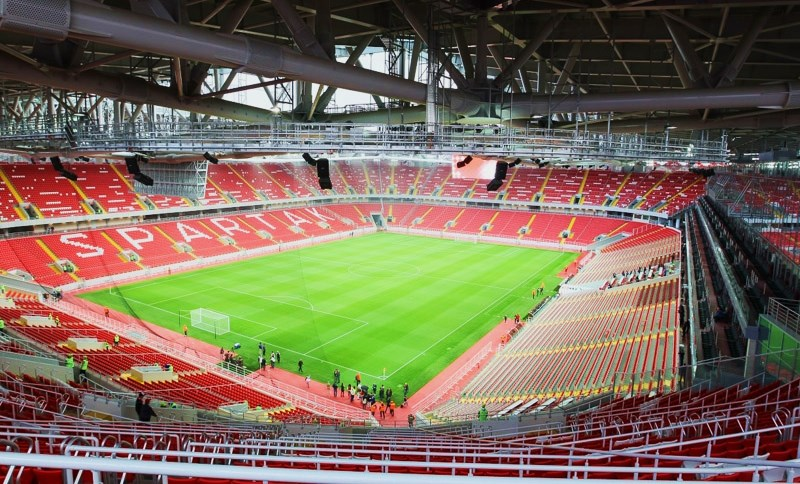
Interni della Lukojl Arena.
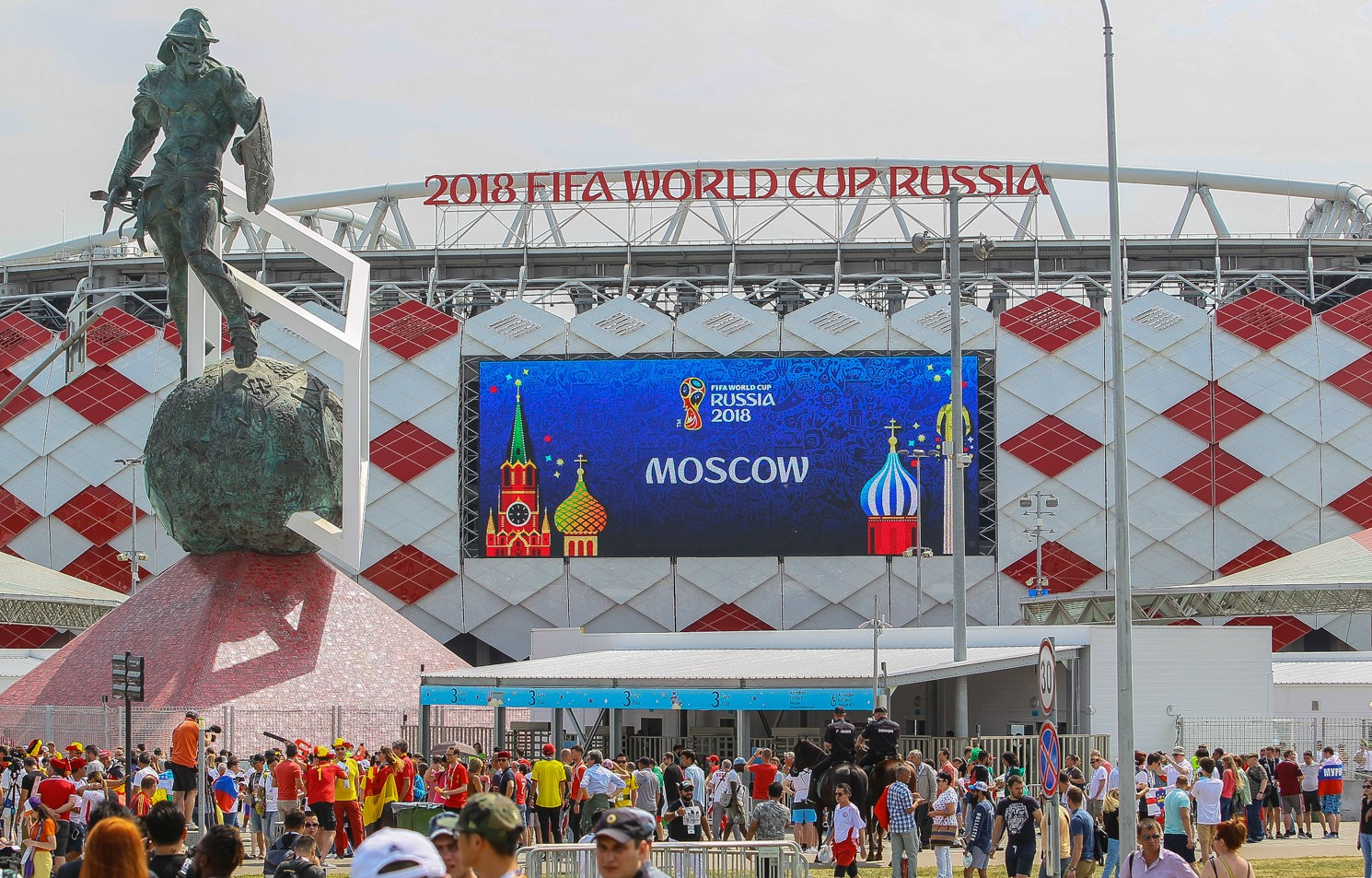
L'arena durante i mondiali.

## Trasporti
Lo stadio è raggiungibile dalla stazione Spartak posta lungo la linea 7 della metropolitana.